# Rabbani (banda)
Rabbani es una banda musical de Malasia, actualmente la banda está integrada por 10 miembros. La banda se formó en Kuala Lumpur en 1997, además ellos han lanzado sus discos con dos sellos discográficos como "EMI" y "KRU". En 1997, Rabbani lanzó su primer álbum debut homónimo. Han lanzado en total ocho álbumes. Además incorporaron la música moderna en sus canciones conocidos como nasyid, en lugar de dedicarse a la música, ellos también han realizado una serie de pruebas de sonidos en los instrumentos de percusión. Han tenido éxito en la creación de una interesante fusión de la música contemporánea "nasyid", apelando a un público más amplio y más joven.

## Actuales integrantes
- (Zul) Zulkiflee bin Azman
- (Rahmat) Ahmad bin Syafie
- (Asri Ubai) Mohd Asri bin Ubaidullah
- (Deen) Mohd Rithaudden bin Yaakob
- (Lokman) Mohd Loqman bin Abd. Aziz
- (Azadan) Azadan bin Abdul Aziz
- Hamzah bin Hasyim
- M. Afendi bin Shahbudin
- Nazrul Azhar bin Tamrin
- Azizan bin Khalid

## Integrante anterior
- (Asri) Mohamad Asri bin Ibrahim | (Deceased)

## Discografía
- Rabbani
- Arah
- Muhammad Ya Habibi
- Pergi Tak Kembali
- Iqrar 1421
- Intifada
- Aman
- Qiblat
- Epik
- Yalla Bena
- Maulana
- Mahabbah